# Don't Download This Song
Don't Download This Song è un singolo di "Weird Al" Yankovic estratto dall'album Straight Outta Lynwood ed è nello stile delle canzoni gospel.
La canzone è stata pubblicata solo in formato digitale.

## Significato
La canzone è una satira verso le persone che scaricano la musica illegalmente dai computer.

## Origine
"Don't Download This Song" si riferisce alle cause legali compiute dalla RIAA riguardanti violazioni di copyright legate allo scaricamento illegale di musica. Tra queste spiccano le cause contro "una nonna" (presumibilmente Gertrude Walton, che fu denunciata per violazione di copyright dopo sei mesi dalla sua morte) e una "bambina di 7 anni" (possibile riferimento alla figlia di Tanya Andersen denunciata a 10 anni per presunta violazione di copyright all'età di 7 anni), oltre alle forti opinioni contrarie di Lars Ulrich nei confronti della violazione di copyright nel periodo di Napster. La canzone inoltre mette in dubbio la dichiarazione della RIAA riguardo al fatto che scaricare illegalmente musica impoverisca gli artisti stessi, mentre la stessa canzone argomenta il fatto di come gli stessi artisti siano già finanziariamente stabili grazie ai danarosi contratti con le case discografiche: ("Don't take away money from artists just like me/How else can I afford another solid-gold Humvee?" ovvero "Non togliere i soldi agli artisti come me/sennò come posso permettermi un altro SUV in oro massiccio?"). Viene inoltre menzionato il caso di Tommy Chong condannato a 9 mesi di reclusione. Questa canzone di Weird Al è tra le tre più apertamente politicizzate, assieme a "I'll Sue Ya" (anche questa proveniente dall'album Straight Outta Lynwood) e "Party in the CIA" (anche se "Christmas At Ground Zero" e "Canadian Idiot" possono essere interpretate in chiave politica).
Yankovic da parte sua ha un'opinione vaga nei confronti della condivisione di file. Alla domanda di un fan che gli chiese cosa ne pensava di Napster e se ne approvava l'utilizzo, lui rispose:

Ho delle perplessità riguardo a ciò. Da un lato sono preoccupato che la rampante crescita di scaricamenti illegali del mio materiale protetto da copyright possa minare i profitti dei miei album e provocare effetti avversi alla mia carriera. Da un altro posso avere tutte le canzoni dei Metallica GRATIS! WOW!!!!!
—"Weird Al" Yankovic, "Ask Al" Q&As for July 5, 2003

## Tracce
1. Don't Download This Song – 3:54

## Il video
Il video, animato da Bill Plympton, mostra un ragazzo che viene arrestato per aver scaricato illegalmente un CD e muore in un incendio cercando di scappare di prigione. Alla fine si scopre che in realtà era solo un sogno.